# Liste des amphibiens à Malte
La Liste des amphibiens à Malte est assez réduite puisque l'archipel maltais ne compte actuellement que deux espèces : 
- Discoglossus pictus qui est la seule espèce autochtone[1],[2].
- Pelophylax bedriagae, une espèce introduite dans les années 1990 et découverte sur un site d'eau douce à Ta'Sarraflu, sur l'île de Gozo. Cette espèce envahissante s'est peut-être également répandue dans deux autres sites à Gozo et un à Malte[3],[4]. Une étude génétique de 2024 a montré que ces grenouilles de Gozo proviennent d'une seule population source originaire du sud de l'Anatolie, en Turquie[5].
- Il a été retrouvé des fossiles de crapaud vert (Bufotes viridis) mais l'espèce a disparu de l'archipel[4], même si des ouvrages spécialisés signalent encore sa présence[6].

| Nom binominal, nom vulgaire et citation d'auteurs                  | Nom vulgaire maltais (Mt) et anglais (En) (langues officielles de Malte) | Origine et statut à Malte | Aire de répartition                         | Statut UICN mondial | Image |
| ------------------------------------------------------------------ | ------------------------------------------------------------------------ | ------------------------- | ------------------------------------------- | ------------------- | ----- |
| Discoglossus pictus (Discoglosse peint) Otth, 1837                 | Mt : Żrinġ En : Mediterranean Painted Frog                               | autochtone,               | Aire de répartition du Discoglosse peint    | [ 8 ]               |       |
| Pelophylax bedriagae (Grenouille verte de Bedriaga) Camerano, 1882 | Mt : non connu En : Bedriaga's Frog                                      | Allochtone (Introduit)    | Aire de répartition de Pelophylax bedriagae | [ 9 ]               |       |
| Bufotes viridis (Crapaud vert) Laurenti, 1768                      | Mt : non connu En : European green toad                                  | autochtone (Disparu)      | Aire de répartition du Crapaud vert         | [ 10 ]              |       |